# إدارة الطلب
إدارة الطلب هي منهجية التخطيط المستخدمة لإدارة وتوقع الطلب على المنتجات والخدمات.

## إدارة الطلب في الاقتصاد
في الاقتصاد، تعرف إدارة الطلب بأنها فن أو علم السيطرة الاقتصادية على الطلب لتجنب الركود. في إدارة الموارد الطبيعية والسياسة البيئية بشكل أعم، يشير هذا المصطلح إلى سياسات السيطرة على طلب المستهلكين للسلع الحساسة أو الضارة بالبيئة مثل المياه والطاقة. يستخدم هذا المصطلح بين شركات التصنيع لوصف أنشطة التنبؤ بالطلب والتخطيط، وتلبية الطلب.
في الاقتصاد يستخدم هذا المصطلح أيضا للإشارة إلى إدارة التوزيع، والحصول على السلع والخدمات على أساس الاحتياجات. مثال على ذلك خدمات الضمان الاجتماعي وخدمات الرفاهية. وبدلاً من زيادة الميزانيات لهذه الأمور، قد تضع الحكومات سياسات لتخصيص الموارد المتاحة وفقًا لتسلسل هرمي للاحتياجات.
وهو مستوحى من الاقتصاد الكلي لكجون مينارد كينز على الرغم من أن عناصره الحالية تعد جزءًا من التيار الرئيسي للاقتصاد.
والفكرة الأساسية هي استخدام الحكومة لأدوات مثل سعر الفائدة والضرائب، والإنفاق العام لتغيير القرارات الاقتصادية الرئيسية مثل الاستهلاك والاستثمار والميزان التجاري واقتراض القطاع العام بما يؤدى إلى تخفيف العبء عن الدورة الاقتصادية.
تم الاعتماد على إدارة الطلب على نطاق واسع خلال خمسينيات إلى سبعينيات القرن العشرين، وكان ناجحًا لفترة من الزمن. ومع ذلك، يعتبر القوة الدافعة وراء الركود التضخمي في السبعينيات بصورة كبيرة، على الرغم من أن صدمة العرض بسبب حظر النفط 1973 ربما تسببت في ذلك أيضًا.
ومن الانتقادات النظرية لإدارة الطلب أنها تعتمد على منحنى فيليبس طويل المدى الذي لا دليل عليه، وأنها تنتج تناقض ديناميكي وبالتالي فهي بلا مصداقية.
وتحد الحكومات الحالية من تدخلاتها في إدارة الطلب لمعالجة الأزمات قصيرة الأمد وتعتمد على سياسات مثل المصارف المركزية المستقلة وقواعد السياسة المالية للحول دون الاضطراب الاقتصادي طويل الأمد.
وفي سياق الإدارة البيئية، يؤخذ الطلب على محمل الجد على نحو متزايد للحد من إنتاجية الموارد الشحيحة للاقتصاد حيث لا تعكس أسعار السوق التكاليف الحقيقية لها. ومن الأمثلة على ذلك قياس المياه البلدية وضرائب الكربون على البنزين.

## إدارة الطلب في مجال الأعمال التجارية
في مجال الأعمال التجارية، يستخدم هذا المصطلح لوصف الإدارة الاستباقية لمبادرات العمل (الطلب) مع القيود التجارية (العرض).

## وصلات خارجية
- Demand Management in Project Management
- Demand Management for IT